# Lagersprache

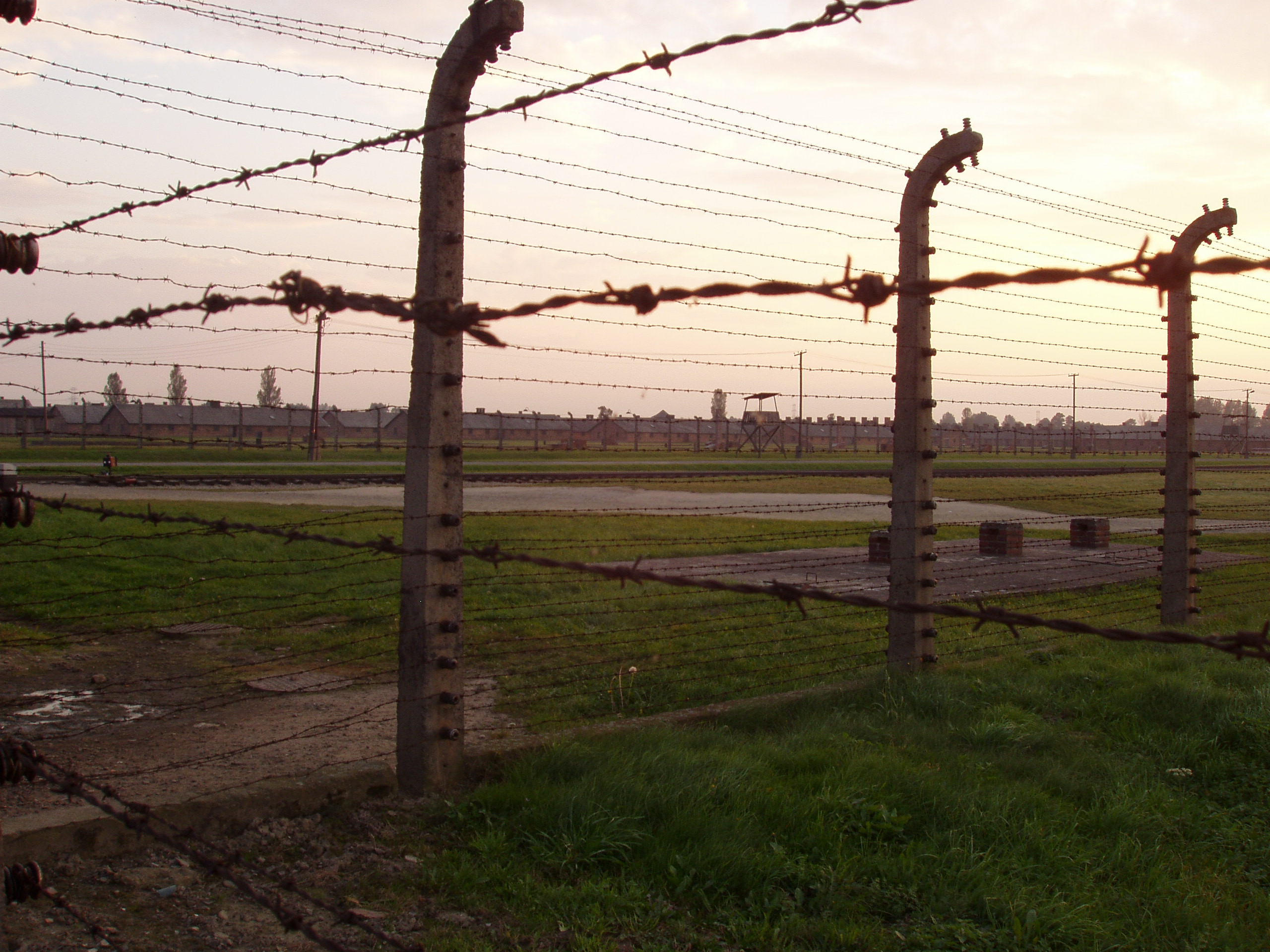
Il campo di concentramento di Auschwitz.

Lagersprache ("lingua dei lager" in tedesco) era il linguaggio utilizzato nei lager nazisti.
Era composta per una parte dal tedesco, l'unica lingua ammessa nei campi di concentramento, parlata dalle SS secondo un particolare vocabolario, impiegato per impartire ordini ai prigionieri; per un'altra parte era composta da una nuova lingua basata sulla mescolanza delle lingue dei paesi di origine dei deportati (polacco, russo, spagnolo, yiddish, ungherese, francese, italiano, ecc.) con il quale i prigionieri di diverse nazionalità comunicavano per lavorare, per procurarsi cose utili alla sopravvivenza, per evitare situazioni pericolose, per resistere.
Lagersprache era così una sorta di lingua franca attraverso la quale gli internati provenienti da diversi paesi potevano capirsi.
Altri nomi per definire la lingua dei lager sono Lagerszpracha, Lagerjargon, Lagerdeutsch, Lageresperanto, Krematoriums-Esperanto.

## Esempi
Esempi di espressioni che fanno parte della lingua dei lager:
| Aso                      | Espressione utilizzata dalla SS per indicare i prigionieri "asociali" |
| Davaj!                   | Esortazione di lingua russa, per dire, ad esempio, "subito!" |
| Daj chleba               | Espressione di lingua polacca utilizzata per chiedere del pane |
| Ex                       | Espressione utilizzata dalla SS; abbreviazione di "esecuzione" |
| Kapo                     | Prigioniero a cui è attribuita la funzione di guida e controllo delle squadre di lavoro |
| Klepsi-klepsi            | Espressione di lingua greca utilizzata per indicare un furto |
| Links                    | "Sinistra", in lingua tedesca. Si allude alle file che si formavano, durante la selezione dei prigionieri appena arrivati al lager. Chi è spostato a destra è "abile al lavoro", chi è spostato a sinistra è destinato alla morte nella camera a gas (ad esempio, gli anziani e i bambini) |
| Los!                     | Espressione di lingua tedesca utilizzata per dire "dai!" |
| Makkaroni                | Espressione offensiva utilizzata per indicare i prigionieri italiani |
| Muselmann                | Prigionieri debilitati e ischeletriti per la fame. L'espressione ha probabilmente origine dal fatto che i movimenti delle mani e il ciondolare somigliassero ai gesti della preghiera islamica                                                                                             |
| Nix camela, nix travacho | Espressione di lingua mista tedesca-spagnola che significa "niente mangiare, niente lavoro" |
| Organisieren             | Espressione di lingua tedesca, "organizzare", utilizzata dagli internati per dire "arrangiarsi", "sapersela cavare", "rubare" |
| Schnell!                 | Espressione di lingua tedesca utilizzata per dire "veloce!" |
| Zu fünf!                 | Espressione di lingua tedesca utilizzata per dire "in fila per cinque!" |

## Immagini sulla lingua dei lager

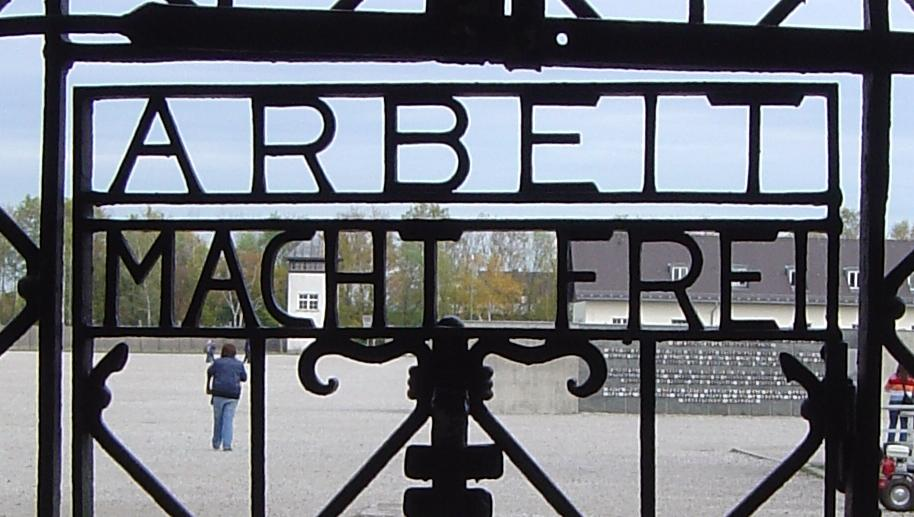
Arbeit macht frei. Il lavoro rende liberi.
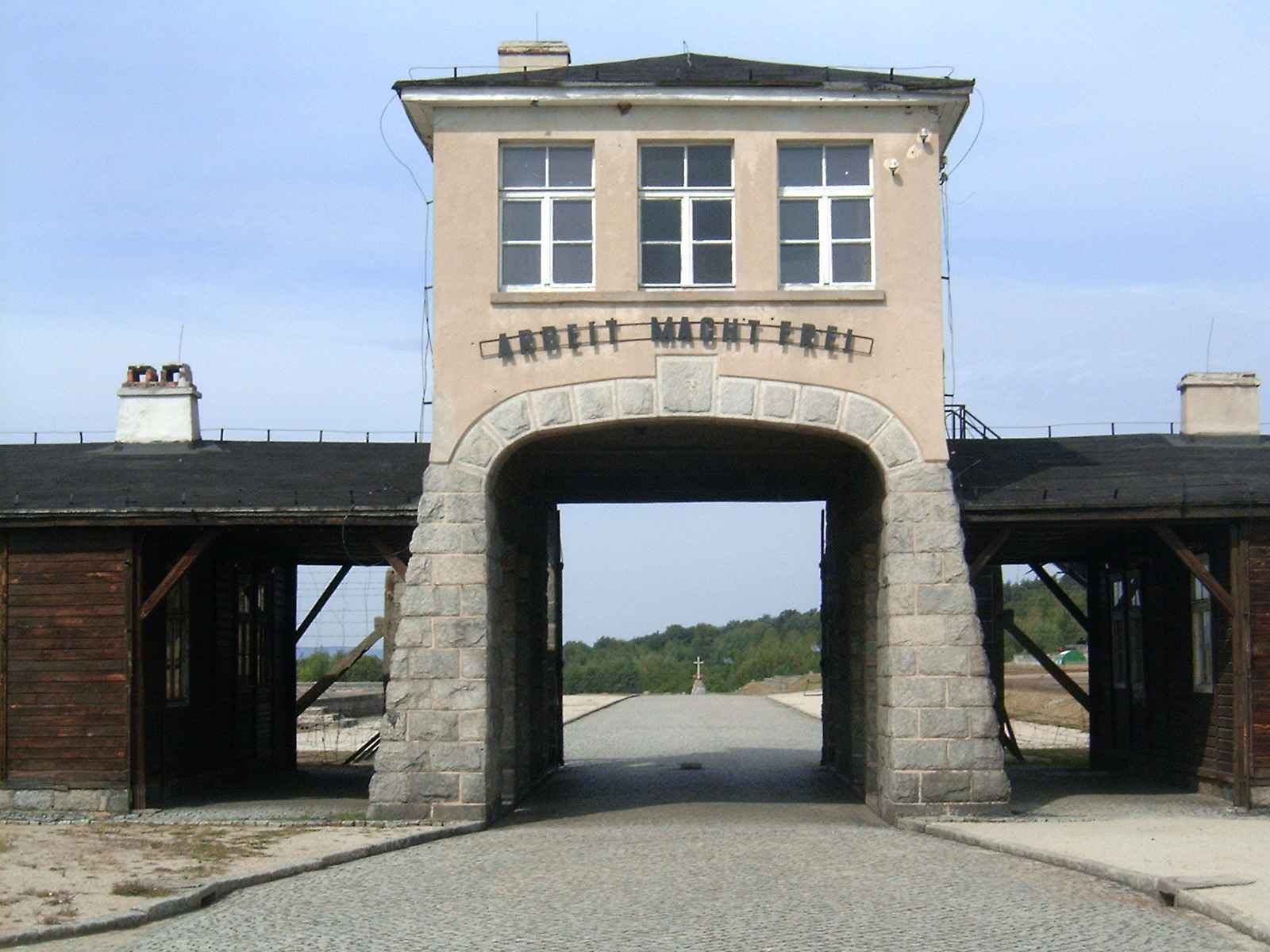
Arbeit macht frei. Il lavoro rende liberi.
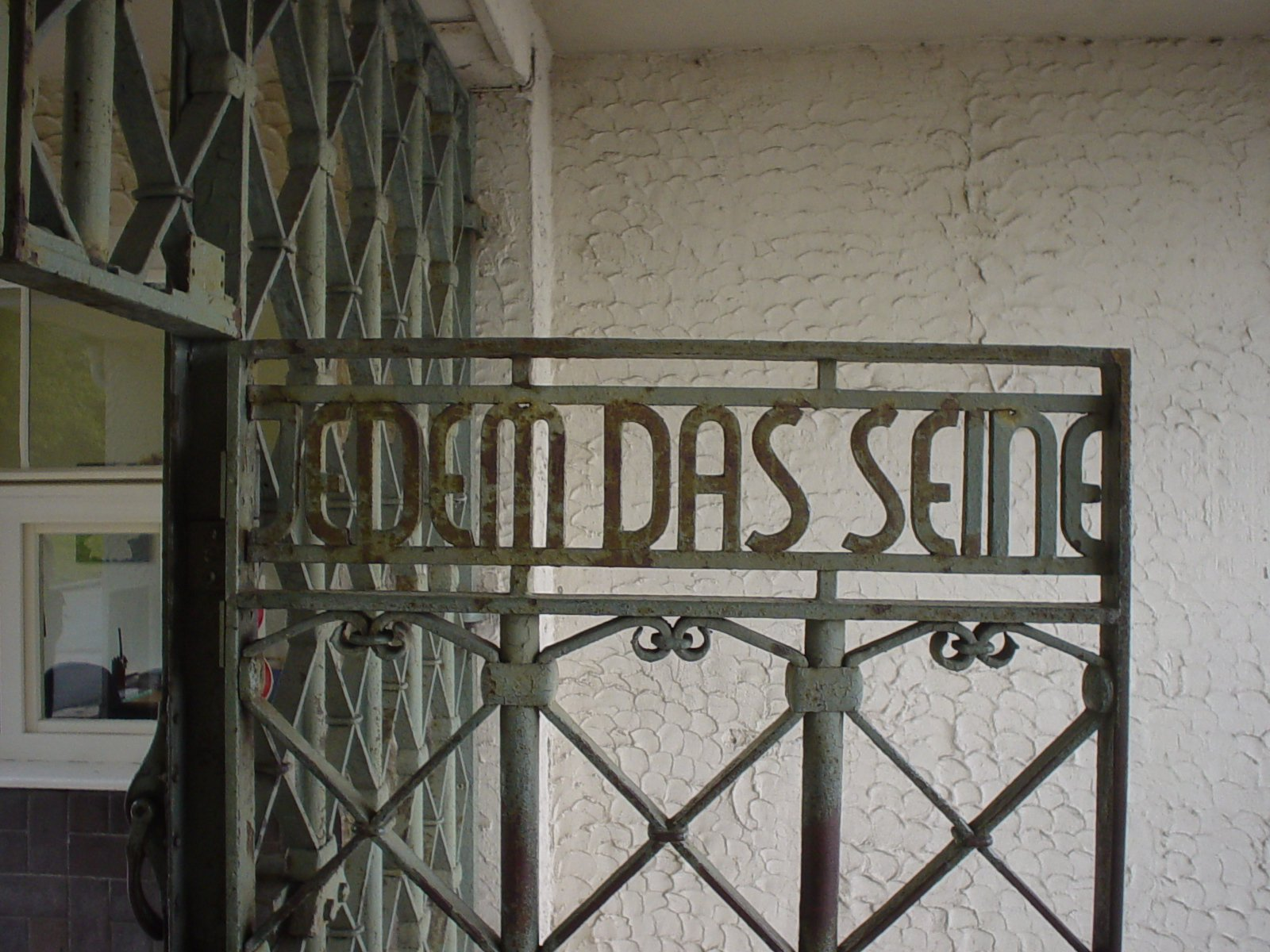
Jedem das Seine. A ciascuno il suo.
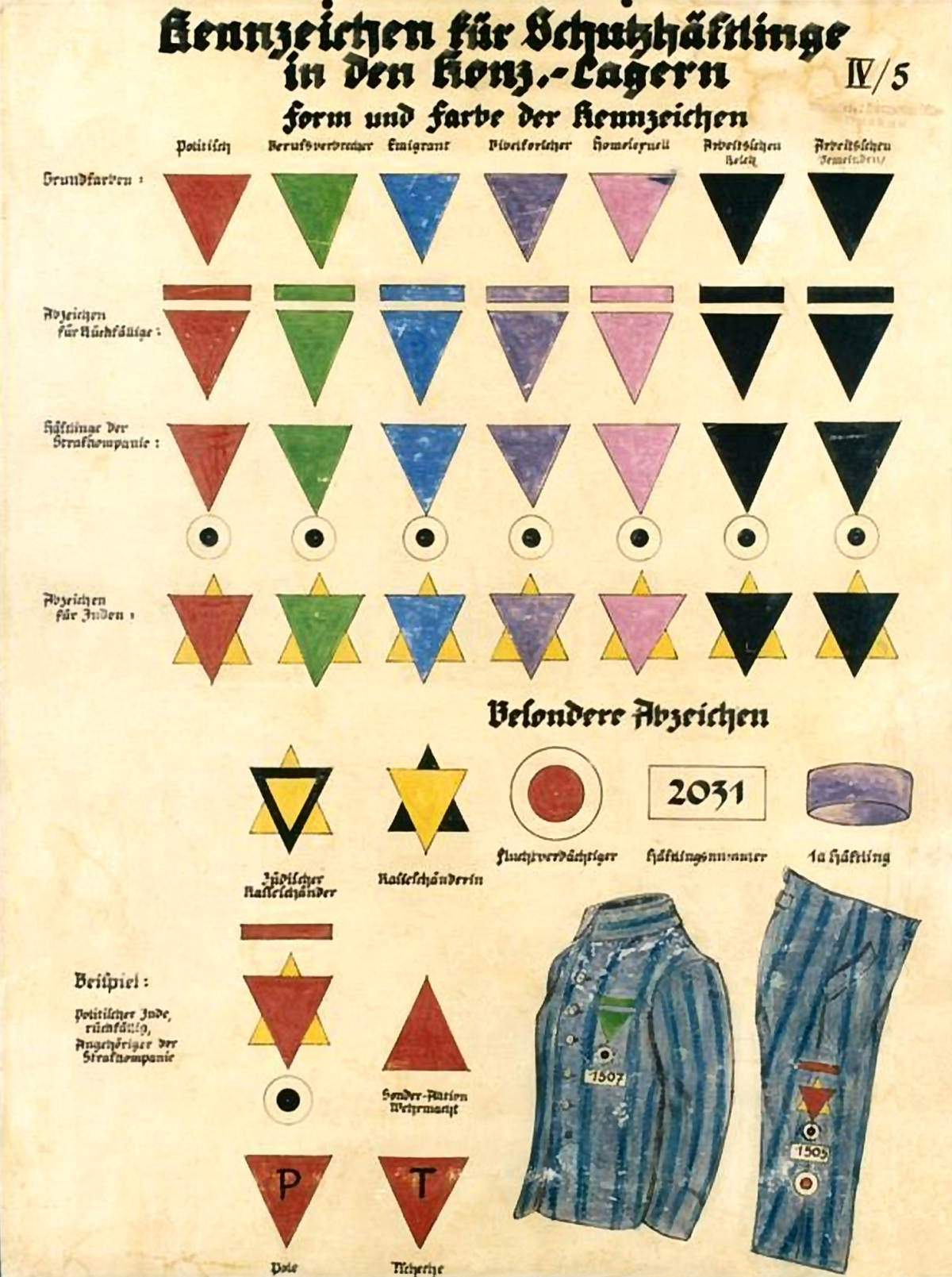
Tabella dei contrassegni dei prigionieri dei lager.
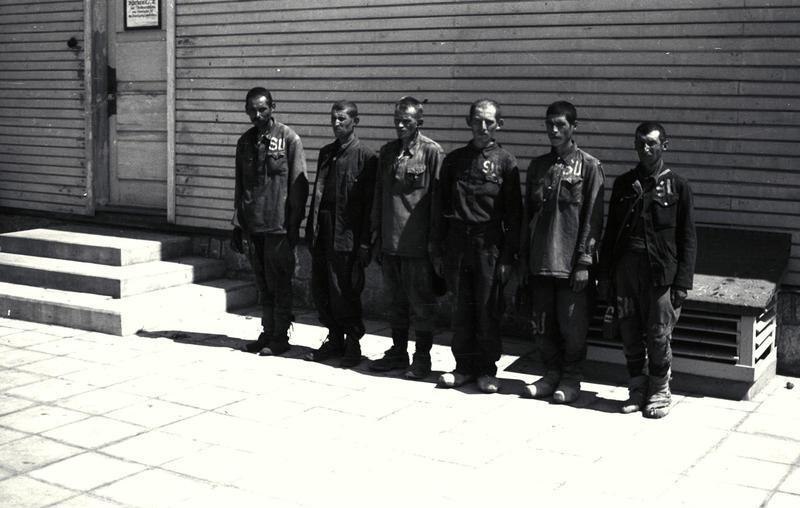
SU. Prigionieri di guerra sovietici.
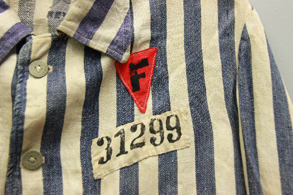
F su triangolo rosso. Prigioniero politico francese.
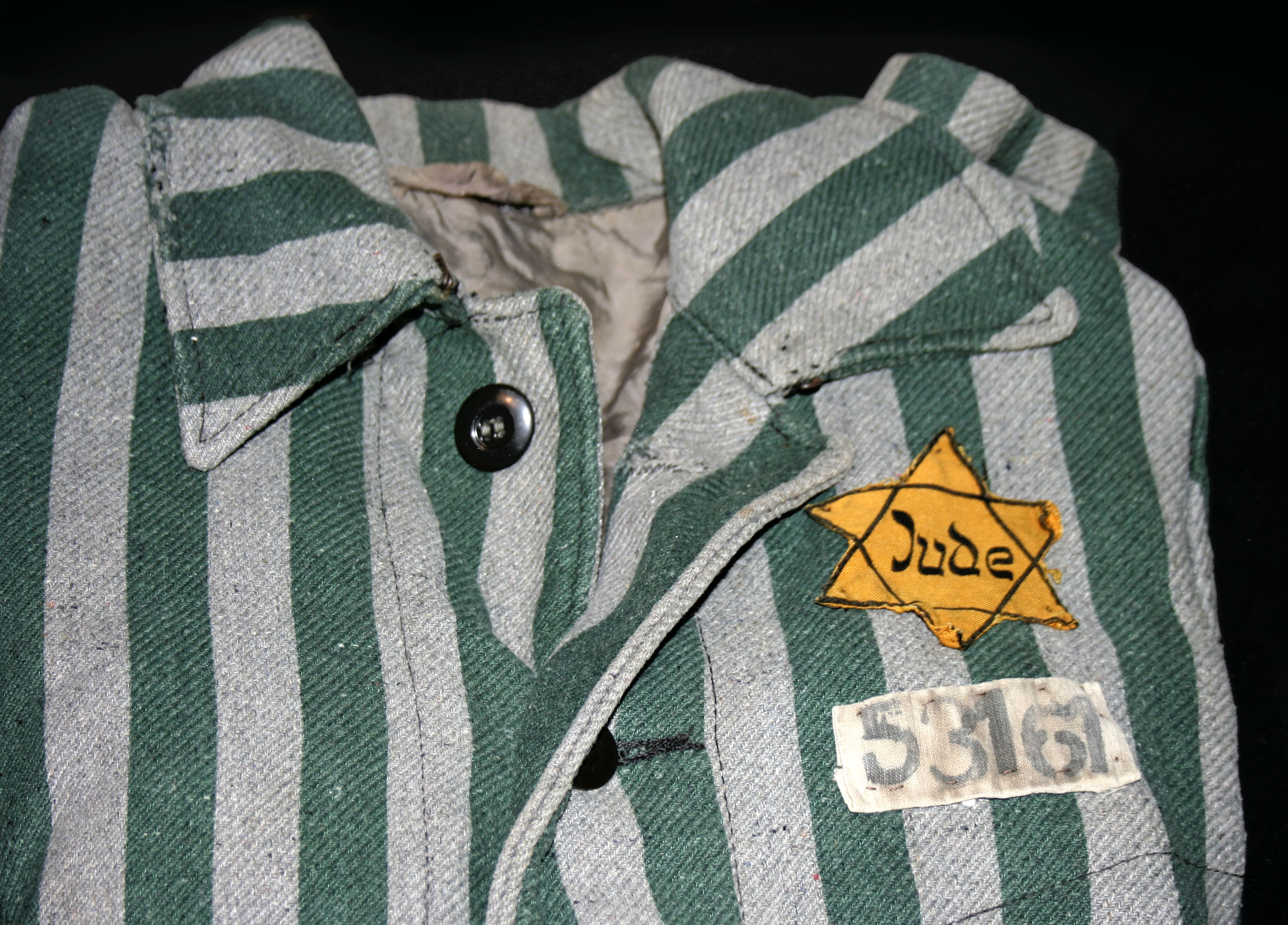
Jude. Ebreo.
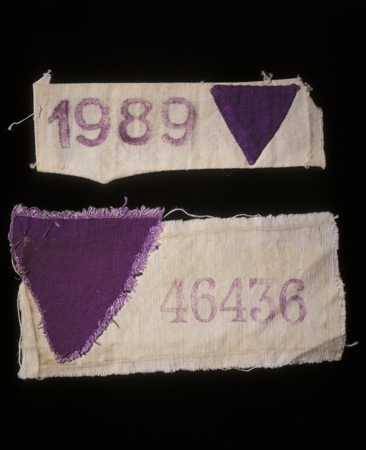
Triangoli viola e numero di matricola. Prigionieri testimoni di Geova.
Sicherungsverwahrte Häftlinge. Delinquente abituale detenuto per misura di sicurezza.
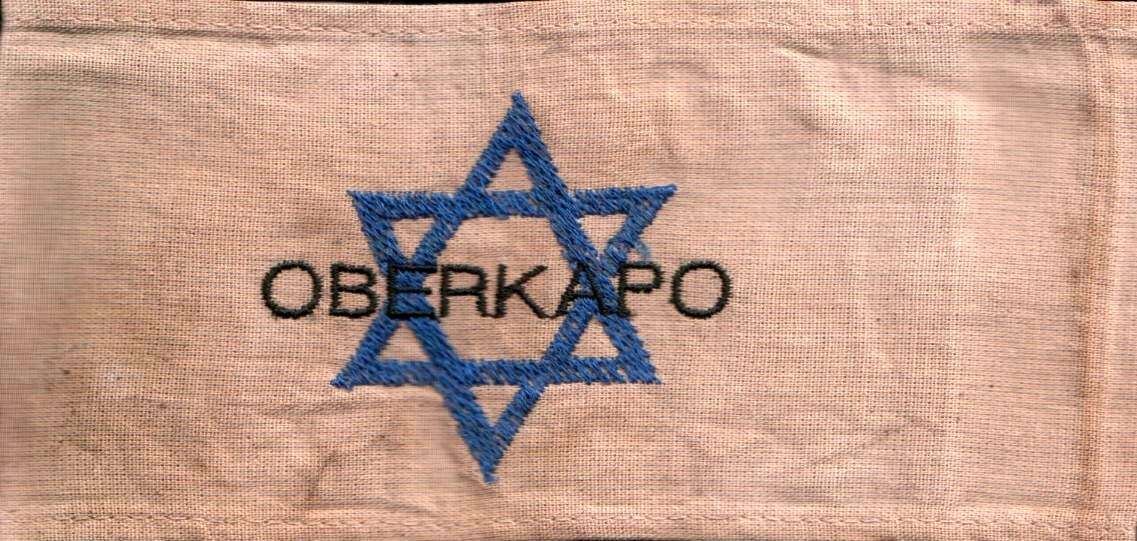
Oberkapo. Kapo superiore.
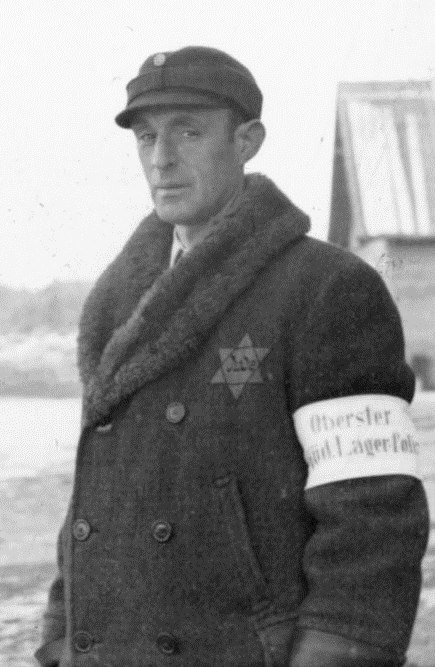
Lagerpolizist. Poliziotto del campo di concentramento.